# Komfur
Et komfur er en anordning i køkkenet til at opvarme gryder, pander osv. med, for det meste brugt i sammenhæng med madlavning. Der findes mange forskellige former for komfurer. I starten var komfuret egentlig bare en brændeovn med huller til gryder for oven (brændekomfur), men der findes nu til dags mange forskellige, som fx gaskomfur og induktionskomfur.

## Etymologi
Et komfur beskrives i Ordbog over det danske Sprog som en ”kogeindretning, bestaaende af et enkelt ell. nogle faa lukkede ildsteder, der foroven er dækkede med en plade, i hvilken der findes aabninger, hvori kogekar kan anbringes.” Navnet ”komfur” angives at stamme fra fransk chauffoir, til chauffer, varme.

## Historisk udvikling

### Det åbne ildsted
Lukkede ildsteder til madlavning kendes fra antikkens Rom, men op gennem middelalderen er forskellige åbne ildsteder og store, murede ovne altdominerende. I et åbent ildsted hænger gryderne fra en justerbar krog eller står på tre ben omgivet af gløder. Store stege kunne placeres på en rist over ilden eller monteres på et drejeligt spid. Bagning af f.eks. postejer kunne i mindre omfang ske ved at anbringe gløder under en særlig postejpande med tre ben. Oven på postejpandens låg anbragtes også gløder. 

### Støbejernskomfuret
Med udviklingen af teknikker til jernstøbning fremkom allerede fra det 15. århundrede støbejernskomfurer, men først slutningen af det 18. århundrede bliver støbejernskomfurerne udbredt. 
Den engelske Benjamin Thompson, grev Rumford, opfandt på dette tidspunkt et komfur, der havde små fyrsteder i en muret opbygning. Gryder kunne placeres i huller oven på disse fyrsteder, og forbrændingen reguleredes med spjæld. Gryderne passede nøje i hullerne, og der var askeopsamling i bunden af hvert fyr. Vand kunne varmes i en særskilt beholder og komfuret var desuden udstyret med ovne. Røgen førtes samlet til en skorsten. Resultatet var en betydelig besparelse i brændsel og et mindre røgfyldt køkken. 
Komfurer af støbejern blev almindelige i det 19. århundrede. De var samlet af flere støbte plader og var muret ud indvendigt. Der var en ovn og evt. en beholder, hvorfra kunne aftappes varmt vand. Gryder m.v. placeredes i runde åbninger, hvis lysning kunne reguleres ved at fjerne et passende antal jernringe. Trækken og den varme røgs passage gennem komfuret kunne reguleres ved spjæld af forskellige konstruktion. Komfurerne var ikke så godt isolerede som ved Rumfords komfur, men repræsenterede stadig en forbedring. 
Efterhånden blev komfurerne udstyret med dekorationer efter tidens smag, og en messingkant, der beskyttede brugeren mod at læne sig mod det varme jern, blev almindelig. Et støbejernskomfur skulle pudses med sort ovnsværte. Nogle modeller var i stedet beklædt med kakler. 
Små jernkomfurer med to kogepladser kendtes som komfurgryder. Der kunne fyres op i to sammenhængende ”gryder” på ben. Apparatet var tilsluttet en skorsten med et rør. 

### AGA-komfuret
I 1929 bragtes AGA-komfuret i handelen. Det var opfundet af svenskeren dr. Gustaf Dalén og var beregnet til at kunne brænde kontinuert. Koks anbringes i en silo og tilføres løbende ildstedet. Trækken justeres af en termostat, og komfuret har et forbrug på omtrent 5 kg koks i døgnet. Komfuret fandt stor udbredelse, og i Danmark blev skabt et lignende komfur, Nidan-komfuret, der dog ikke havde huller til gryder. I stedet placeredes de på den varme overplade, der kunne afdækkes med to isolerende klap-låg. 

### Gas-komfuret
De første gaskomfurer (bygas) blev udviklet i begyndelsen af 1820'erne, men de forblev eksperimenter. Briten James Sharp udtog patent på et gaskomfur i 1826 og startede en fabrik i 1836. Et argument for brugen af gas var, at det var billigere, når man kunne afbryde varmen, når den ikke længere var påkrævet. Det er ikke nemt med et brænde eller kulfyret komfur. Kokken i Reformklubben i London, Alexis Soyer, var en foregangsmand for brugen af gaskomfurer. Et gaskomfur blev fremvist på Verdensudstillingen i London i 1851, men komfuret vandt først større udbredelse i England i løbet af 1880'erne, hvor et system af gasværker og gasrør var almindeligt. Uden for England fik gaskomfurer først større udbredelse i begyndelsen af det 20. århundrede. 

### El-komfurer
Med udbygningen af et elnet, blev elektricitet også populært til opvarmning af komfurer som alternativ til forbænding. Et tidligt elkomfur blev patenteret af canadieren Thomas Ahearn i 1892. Han var medejer af Ottawa's Chaudiere Electric Light and Power Company. Komfuret blev udstillet i Chicago i 1893. Det elektriske komfur var, modsat gaskomfuret, ret længe om at slå an. Både ukendskabet til den nye teknik, manglen på et ordentligt elnet og elektricitetens høje pris satte begrænsninger. Der var også problemer med at regulere effekten, og holdbarheden af varmelegemerne var i begyndelsen for kort.  
Varmelegemerne kunne have forskellige udformninger. Meget kendte er de skiveformede masseplader og spiralpladerne. 
Et tidligt kogeapparat med induktion blev præsenteret i 1909, og et induktionskomfur blev fremvist af General Motors i 1950'erne. En egentlig produktion startede først 1970'erne af Westinghouse Electric Corporation i USA. 
En ovn opvarmet med mikrobølger blev skabt kort efter 2. Verdenskrig baseret på den erfaring, at højfrekvente radiobølger fra en radar kan opvarme visse stoffer. Netop opfindelsen af magnetronen muliggjorde en praktisk mikrobølgeovn. Det tog dog lang tid, før ideen slog igennem. 
I det glaskeramiske komfur er varmekilderne anbragt under varmefast glas, og kogegrejet opvarmes i høj grad ved infrarøde stråler fra varmelegemerne. Typens største fortrin er, at det er let at holde rent.

## Feltkomfurer
Til udendørs brug, både til større militære enheder, opdagelsesrejsende og friluftsfolk, findes forskellige former for feltkomfurer. Store, brændefyrede feltkomfurer på hjul kaldes ofte spøgende for gullaschkanoner. Navnet skulle pege på en lighed med en kanon med de store hjul og skorstensrøret lagt ned. Typen blev opfundet i Tyskland i 1892 af Karl Rudolf Fissler.
Et stormkøkken er et mindre, meget let kogeapparat til udendørs brug. Der findes utallige modeller, og de kan brænde bl.a. gas, benzin, petroleum eller alkohol. I nogle modeller sprøjtes brændstoffet ud af dyser under tryk. Trykket kan stamme fra opvarmningen af tanken fra selve brænderen, eller de kan skulle pumpes som den klassiske Primus.  
Små, sammenklappelige enkeltmandskomfurer, der brænder tørsprit kendes også. De kan være så små, at de kan opbevares i en lomme. Dertil kommer naturligvis et eller flere kogekar.

## Kogebøgerne
Indførslen af komfuret gav andre muligheder end det åbne ildsted. Dette var medvirkende til en kraftig vækst i udgivelsen af kogebøger. 